# Ylämaa

Ylämaas vapen

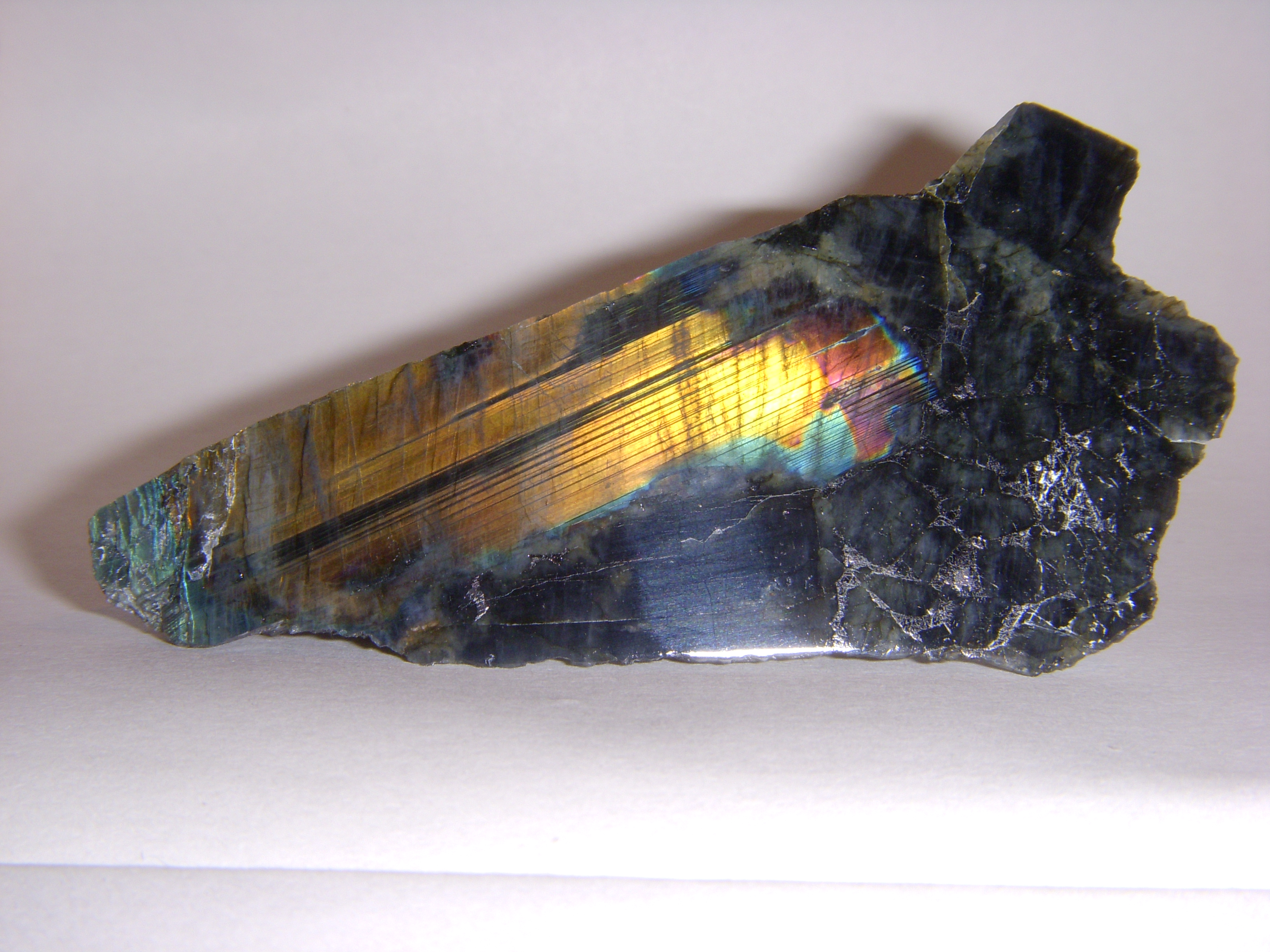
Polerad spektrollt från Ylämaa

Ylämaa är en före detta kommun i landskapet Södra Karelen. Ylämaa har cirka 1 520 invånare och har en yta på 409,31 km². Från 2010 ingår Ylämaa i Villmanstrands stad.
Ylämaa är enspråkigt finskt.
I Ylämaa finns en förekomst av den sällsynta varieteten av labradorit, spektrolit, vilken också bearbetas lokalt som smyckessten och har blivit ett viktigt näringsfång i området. Förekomsten upptäcktes vid byggandet av Salpalinjen av bunkrar under tiden mellan vinterkriget och fortsättningskriget.
I Ylämää bryts också rapakivin viborgit, under handelsnamnet "Baltic Brown", som byggnadssten. 

## Bildgalleri

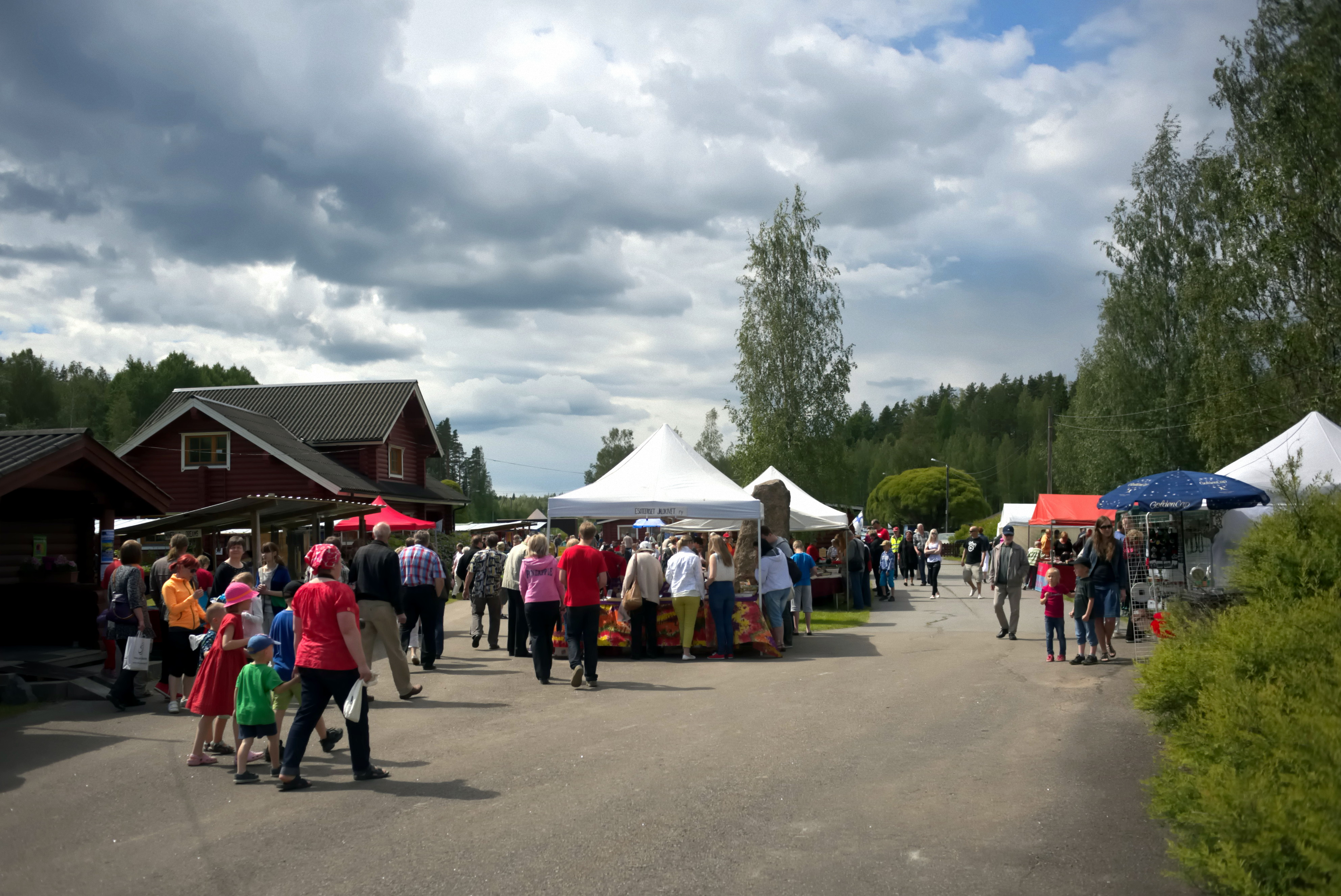
Ädelstensmässa 2015